# Cyprus op het Eurovisiesongfestival 2002
Cyprus nam deel aan het Eurovisiesongfestival 2002 in Tallinn, Estland. Het was de 20ste deelname van het land op het Eurovisiesongfestival. De CyBC was verantwoordelijk voor de Cypriotische bijdrage voor de editie van 2002.

## Selectieprocedure
In tegenstelling tot hun vorige deelname in 2002 koos de nationale omroep dit jaar voor een interne selectie
Men koos uiteindelijk de groep One met het lied Gimme.

## In Tallinn
In Zweden trad Cyprus als eerste van 24 landen aan, net voor het Verenigd Koninkrijk. Het land behaalde een zesde plaats met 85 punten. 
Men ontving 2 keer het maximum van de punten.
België had 3 punten over voor deze inzending en Nederland deed niet mee in 2002.

### Gekregen punten

#### Finale
| 12 punten             | 10 punten                                 | 8 punten                       | 7 punten | 6 punten           |
| --------------------- | ----------------------------------------- | ------------------------------ | -------- | ------------------ |
| - Griekenland - Malta | - Kroatië                                 | - Letland - Roemenië           |          | - Rusland - Spanje |
| 5 punten              | 4 punten                                  | 3 punten                       | 2 punten | 1 punt             |
|                       | - Estland - Finland - Litouwen - Slovenië | - België - Verenigd Koninkrijk |          | - Zweden           |

### Punten gegeven door Cyprus

#### Finale
Punten gegeven in de finale:
| 12 punten | Griekenland     |
| 10 punten | Malta           |
| 8 punten  | Roemenië        |
| 7 punten  | Spanje          |
| 6 punten  | Kroatië         |
| 5 punten  | Rusland         |
| 4 punten  | Letland         |
| 3 punten  | Noord-Macedonië |
| 2 punten  | Finland         |
| 1 punt    | Oostenrijk      |

1981 · 1982 · 1983 · 1984 · 1985 · 1986 · 1987 · 1988 · 1989 · 1990 · 1991 · 1992 · 1993 · 1994 · 1995 · 1996 · 1997 · 1998 · 1999 · 2000 · 2001 · 2002 · 2003 · 2004 · 2005 · 2006 · 2007 · 2008 · 2009 · 2010 · 2011 · 2012 · 2013 · 2014 · 2015 · 2016 · 2017 · 2018 · 2019 · 2020 · 2021 · 2022 · 2023 · 2024 · 2025